# Samantha Stroombergen
Samantha Stroombergen (1990) is een Nederlands schrijver. Ze won in 2019 de Gouden Strop voor de beste thriller van het jaar met haar debuutroman 'De witte kamer'.

### Thrillers
- 2021 - De dwalenden
- 2020 - Zij die zwijgt
- 2018 - De witte kamer

### Overig
- 1998 - Voor kinderen, door kinderen